# Ambassade de Belgique en France
L'ambassade de Belgique en France est la représentation diplomatique de la Belgique en France. 
Elle est située au no 9, rue de Tilsitt, dans le 17e arrondissement de Paris, en région Île-de-France. 
Son ambassadeur actuel est Jo Indekeu, en poste depuis septembre 2023.

## Histoire

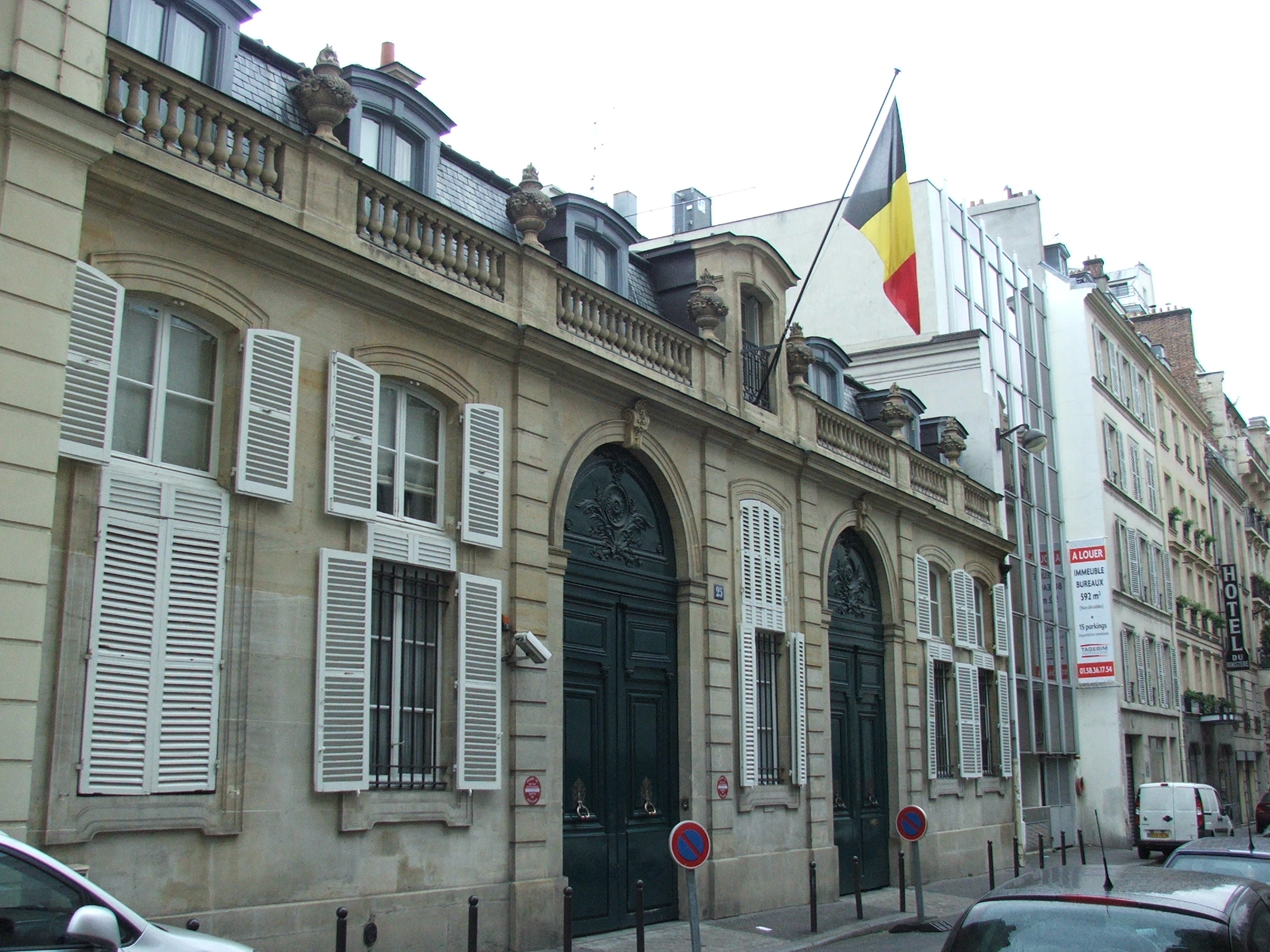
Hôtel de La Marck, résidence de l'ambassadeur.

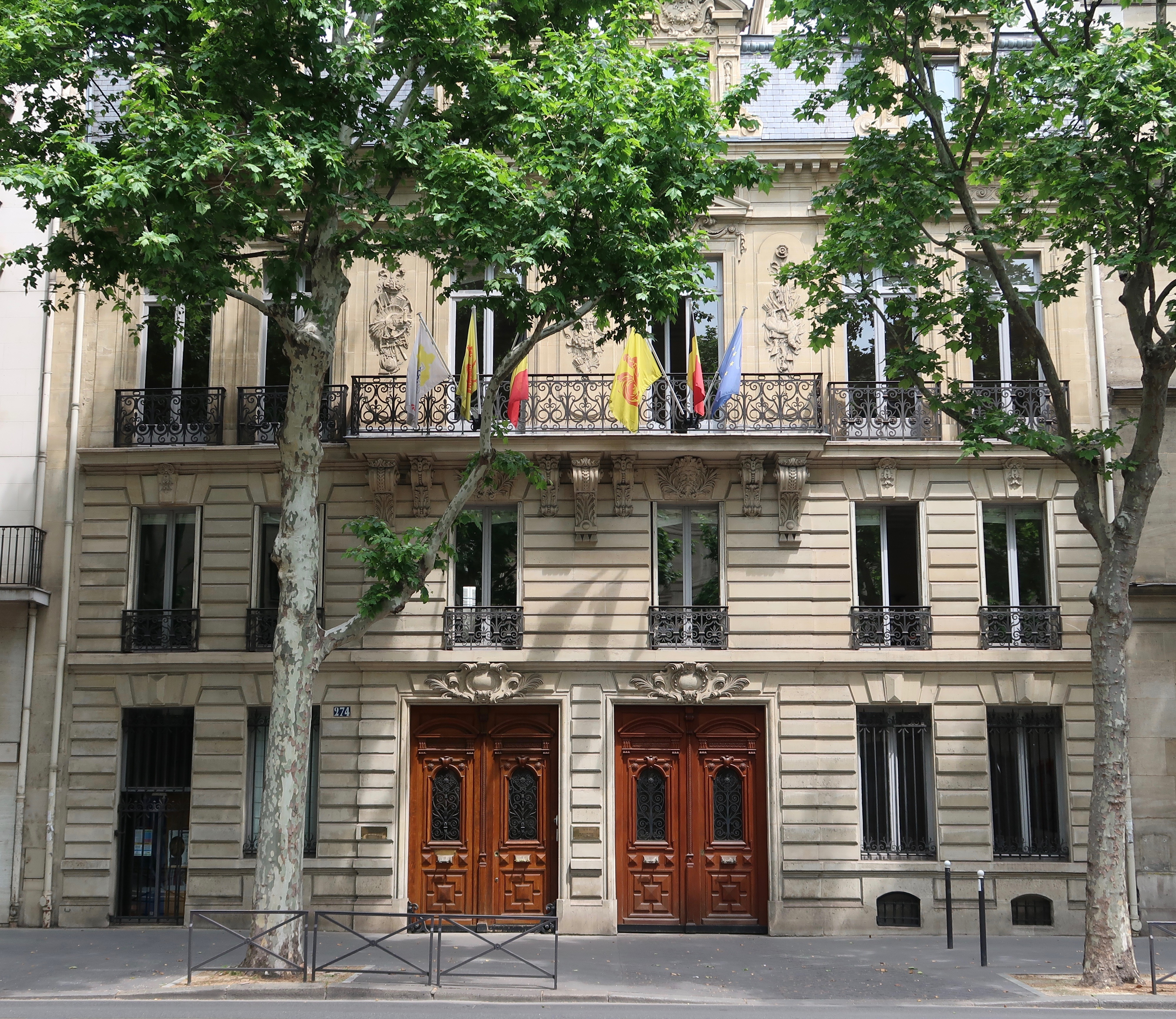
Délégation Wallonie-Bruxelles à Paris.

L'hôtel particulier qu'occupe l'actuelle ambassade est construit à partir de 1866 par Charles Rohault de Fleury sur les plans de Jacques Ignace Hittorff datant de 1853, comme l'ensemble des immeubles de la place, lors des travaux du baron Haussmann pour le compte de la Ville de Paris et de l'association Lescanne-Perdoux & Jules Lebaudy.
L'hôtel est vendu en 1874 à M. Guillermoz de Schutte, homme d’affaires bremois qui en termine les travaux, laissés à l'état de simples fondations.
En 1876, l'hôtel est vendu à John W. MacKay, industriel milliardaire américain, qui y fait réaliser, avec le concours de son épouse Marie-Louise, les nombreux décors intérieurs de l'hôtel.
En 1896, les MacKay revendent les lieux à Victor Klotz, un riche négociant en soieries, pour la somme d'un million de francs, soit 250 000 francs de moins que leur prix d'achat vingt ans auparavant.
Le bien reste dans la famille mais Louis-Lucien Klotz, le neveu de Victor Klotz, avocat puis ministre des Finances et sénateur sous la IIIe République fait de mauvaises spéculations en Bourse et se retrouve criblé de dettes. 
L'immeuble est mis en gage par le Crédit foncier qui obtient un jugement de saisie du tribunal de la Seine, ce qui permet à la banque de racheter son gage par adjudication pour la somme de 1,25 million de francs le 8 avril 1937. 
En 1941, le Crédit foncier le revend à la société immobilière Étoile-Tilsitt pour 5 millions.
L’hôtel est finalement acquis le 21 juin 1951 par l'État belge pour 105 millions de francs. Tous les services déménagent depuis l'hôtel de La Marck situé au no 25, rue de Surène pour le nouveau bâtiment de la rue de Tilsitt.
L'hôtel de La Marck reste aujourd'hui la résidence de l'ambassadeur.
Dans les années 1900, la légation de Belgique se trouvait 20 rue de Berri (8e arrondissement).

## Consulats
Il y a un consulat général de Belgique à Marseille. 
Il y avait, jusqu'en 2015, un consulat général de Belgique à Strasbourg (à l'adresse duquel siège aujourd'hui la représentation permanente de la Belgique auprès du Conseil de l'Europe) et un consulat général de Belgique à Lille. Un consulat de Belgique a autrefois existé à Troyes. Selon le Moniteur belge, des consulats de Belgique ont historiquement existé dans d'autres villes françaises : par exemple à Amiens, Nancy, Reims, Saint-Quentin et Sedan ou encore Rennes et Nice, ainsi qu'à Montauban (au 5, faubourg du Moustier). 
En 2025, la Belgique dispose de 16 consulats honoraires en France et à Monaco : à Charleville-Mézières, Dijon, Lille (après la disparition en 2015 du consulat général dans cette ville, création officialisée par une lettre de provision faite à Bruxelles le 6 septembre 2017), Lorient, Lyon, Metz, Nantes, Tours (rattachés à l'ambassade à Paris) et à Ajaccio, Bordeaux, Montpellier, Perpignan, Toulouse (rattachés au consulat de Marseille), ainsi qu'en Guadeloupe (à Baie-Mahault), en Martinique (au Lamentin) et à La Réunion (Sainte-Marie), et à Monaco.